# گیاه‌پارچ مکفارلن
گیاه‌پارچ مکفارلن (نام علمی: Nepenthes macfarlanei)، یک گونه از سرده گیاه‌پارچ‌ها و بومی شبه جزیره مالزی است. نام گیاه از گیاه‌شناس جان مویرهد مکفارلن (John Muirhead Macfarlane) گرفته شده است. پارچ‌های خال قرمز جذابی تولید می‌کند. پارچ‌های پایینی در نیمه پایینی بیضی شکل یا بی‌پایه و در بالا کروی یا استوانه‌ای شکل و تا ارتفاع ۲۵ سانتی‌متر هستند. پارچ‌های بالایی (هوایی) رنگ روشن‌تری دارند و بال‌های آن با مالش کاهش می‌یابد. سطح زیرین درپوش با موهای کوتاه و سفید پوشیده شده است. این ویژگی ریخت‌شناسی مشخصه این گونه است، اما در حال حاضر عملکرد آن ناشناخته است.

## دورگه‌های طبیعی
دورگه‌های طبیعی زیر از گیاه‌پارچ مکفارلن ثبت شده است.
گیاه‌پارچ مکفارلن × گیاه‌پارچ شاخه‌مهمیز

گیاه‌پارچ مکفارلن × گیاه‌پارچ خون‌سرخ

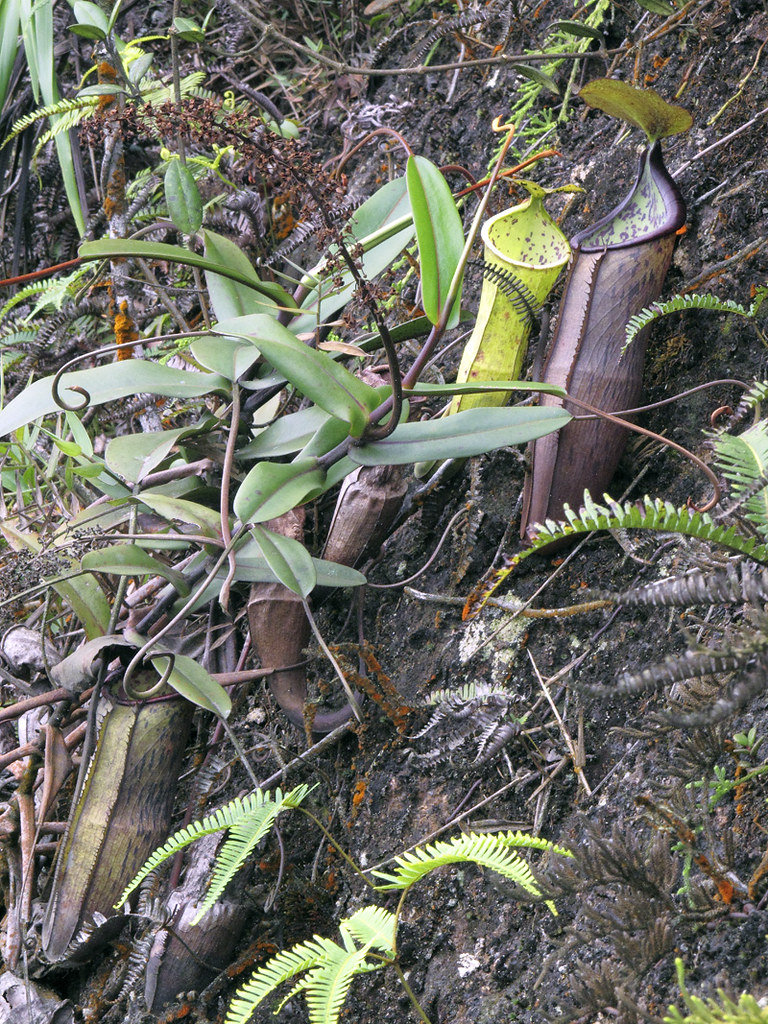
گیاه‌پارچ شاخه‌مهمیز × گیاه‌پارچ مکفارلن
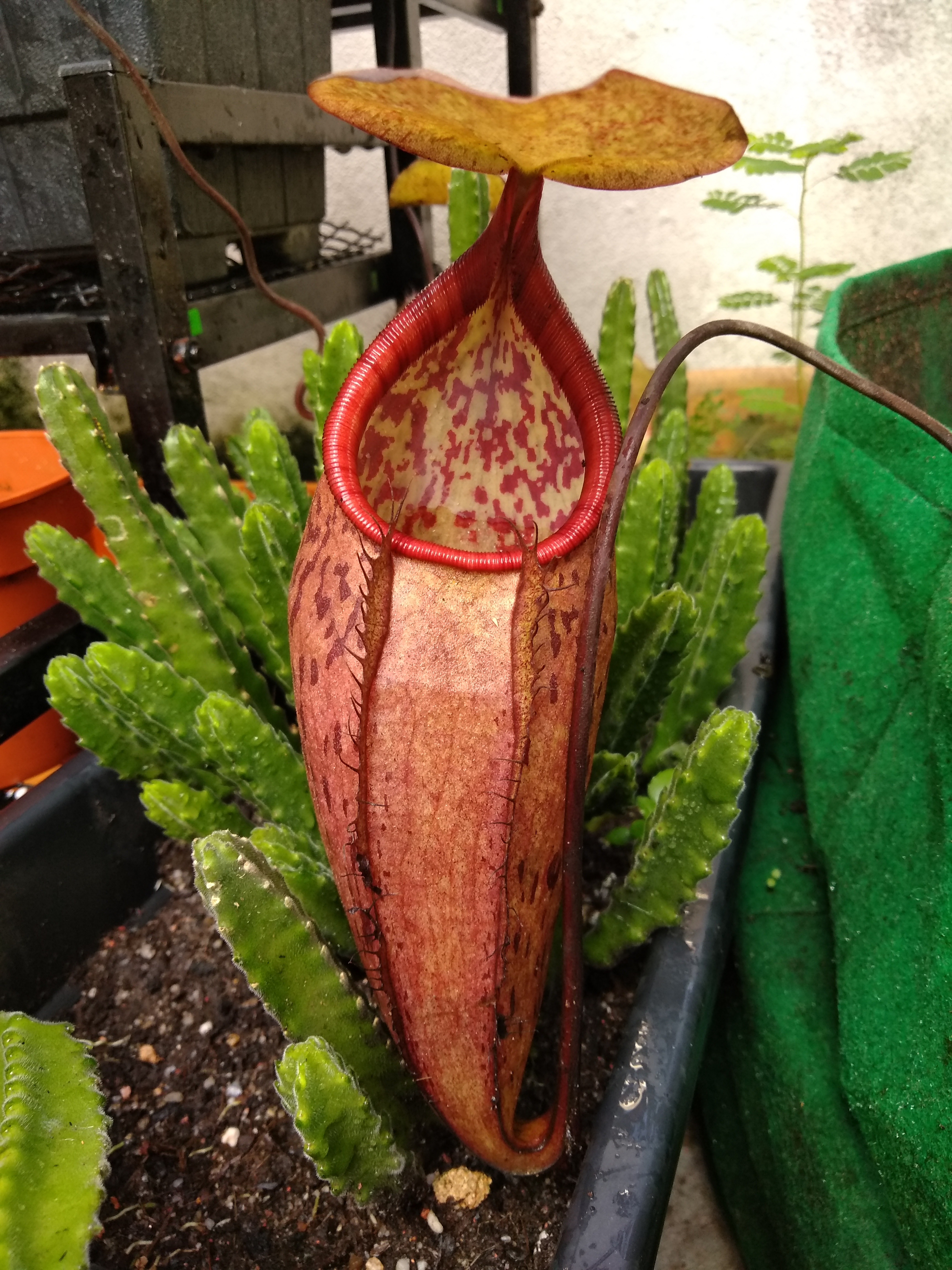
گیاه‌پارچ خون‌سرخ × گیاه‌پارچ مکفارلن
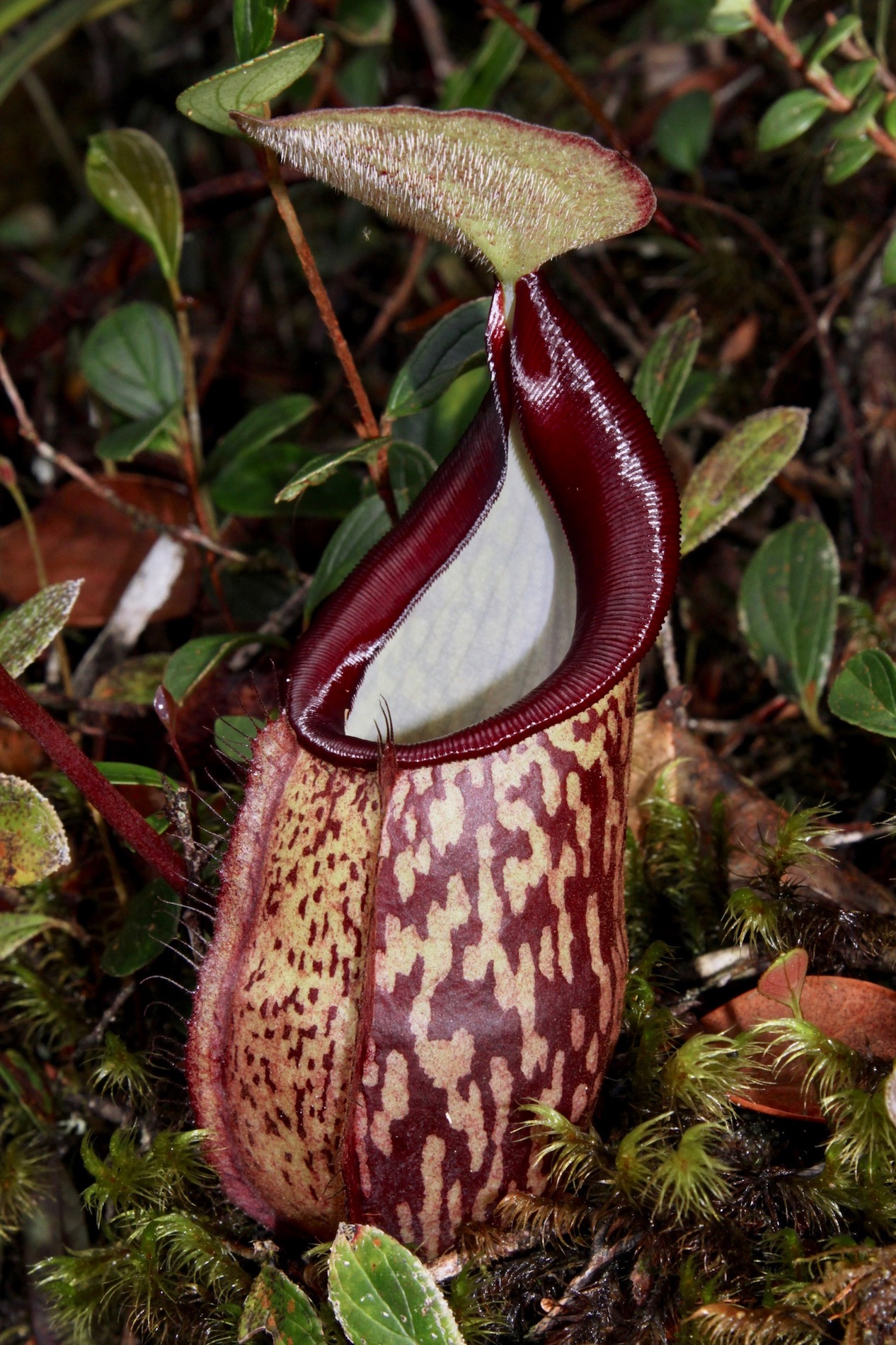
(گیاه‌پارچ خون‌سرخ × گیاه‌پارچ شاخه‌مهمیز) × گیاه‌پارچ مکفارلن